# Амна Аль-Кубаиси
Амна Аль-Кубаиси (род. 28 марта 2000, Вашингтон, Виргиния, США) — автогонщица из ОАЭ. 16 декабря 2018 года она стала первой женщиной из Ближнего Востока, принявшей участие в тестах Формулы-E после ePrix Дирии в Саудовской Аравии.

## Карьера

### Картинг
Амна начала свою карьеру в картинге в 2014 году в возрасте четырнадцати лет. Она была первой арабской женщиной, принявшей участие в мировом финале Rotax Max Challenge (RMC). Два года спустя она начала соревноваться на международном уровне, заняв первые 10 мест. В 2017 году она стала первой арабской девушкой, выигравшей чемпионат ОАЭ RMC. Она также стала первой женщиной, спонсируемой «Лабораторией Касперского». Она также была первой женщиной, выбранной ATCUAE для представления ОАЭ в программе Академии молодых гонщиков GCC, которую она выиграла.

### X30 Euro Series Wackersdorf
Амна и ее сестра Хамда участвовали в гонке X30 Euro Series в Вакерсдорфе в составе Team Driver. Это был первый раз, когда Амна участвовала в гонке в Вакерсдорфе, и она показала отличную скорость, войдя в пятёрку лучших в одном из своих заездов. Амна заняла 16-е место в общем зачете из 54 гонщиков, а также она была единственной женщиной, вышедшей в финал.

### Italian X30 Championship
Амна впервые приняла участие в итальянском чемпионате X30 в Адрии. Она была пятнадцатой в гонке, пока её двигатель не вышел из строя. Однако она вошла в число двадцати лучших, отстав от лучшего времени всего на 0,2 секунды.

### Формула-4
Амна участвовала в Итальянской Формуле-4 2018 года с победившей в чемпионате командой Prema Powerteam. Она участвовала в шести из семи этапов, при этом её наивысшее место в гонке было 12-м. Она также приняла участие в следующем сезоне, заняв 31-е место без очков.

### Тесты Формулы-E
Амна была одной из девяти гонщиц, принявших участие в тестовой сессии 16 декабря 2018 года после первого этапа сезона Формулы-E 2018-19 на Ad Diriyah ePrix на городской трассе в Дирии, Саудовская Аравия. Она выступала за Envision Virgin Racing на автомобиле Формулы-E с двигателем Audi по инициативе Комиссии FIA Women in Motorsport. Это произошло менее чем через шесть месяцев после того, как женщинам в Саудовской Аравии впервые было официально разрешено водить машину.

### Региональная Формула
Аль Кубаиси заняла место своей сестры Хамды на этапе в Барселоне с Prema Racing в региональном европейском чемпионате Формулы в сезоне 2022 года.

## Статистика выступлений

### Сводная таблица
| Сезон   | Серия                          | Команда                           | Старты     | Победы     | Поулы      | БК         | Подиумы    | Очки       | Место      |
| ------- | ------------------------------ | --------------------------------- | ---------- | ---------- | ---------- | ---------- | ---------- | ---------- | ---------- |
| 2016-17 | Формула-4 ОАЭ                  | Abu Dhabi Racing                  | 0          | 0          | 0          | 0          | 0          | 0          | НКЛ        |
| 2018    | Итальянская Формула-4          | Prema Theodore Racing             | 18         | 0          | 0          | 0          | 0          | 0          | 34         |
| 2018-19 | Формула-E                      | Envision Virgin Racing            | Тест-пилот | Тест-пилот | Тест-пилот | Тест-пилот | Тест-пилот | Тест-пилот | Тест-пилот |
| 2019    | Итальянская Формула-4          | Abu Dhabi Racing by Prema         | 21         | 0          | 0          | 0          | 0          | 0          | 31         |
| 2020    | Формула-4 ОАЭ - Трофейный этап | Abu Dhabi Racing                  | 2          | 1          | 1          | 0          | 1          | н/д        | НКЛ        |
| 2021    | Азиатский чемпионат Формулы-3  | Abu Dhabi Racing by Prema         | 15         | 0          | 0          | 0          | 0          | 0          | 24         |
| 2022    | Региональная формула Азии      | Abu Dhabi Racing by Prema         | 14         | 0          | 0          | 0          | 0          | 1          | 26         |
| 2022    | Специальный трофей Туренваген  | Giti Tire Motorsport By WS Racing |            |            |            |            |            |            |            |
| 2022    | Региональная формула Европы    | Prema Racing                      | 4          | 0          | 0          | 0          | 0          | 0          | НКЛ        |
| 2023    | Зимняя формульная серия        | GRS Team                          | 2          | 0          | 0          | 0          | 0          | 0          | НКЛ        |
| 2023    | Академия F1                    | MP Motorsport                     | 3          | 1          | 0          | 1          | 2          | 36 ·       | 2 ·        |
| Сезон   | Серия                          | Команда                           | Старты     | Победы     | Поулы      | БК         | Подиумы    | Очки       | Место      |

 ·  Сезон продолжается.
| Легенда к таблице |                                                                    |
| --- | ------------------------------------------------------------------ |
| В таблице перечислены результаты всех гонок, в которых принимал участие гонщик. Строками таблицы являются сезоны, столбцами — этапы соревнований. В каждой клетке указаны сокращённое название этапа и результат, дополнительно обозначенный цветом. Расшифровка обозначений и цветов представлена в нижеследующей таблице. |                                                                    |
| \| Пример \| Описание \| \| ------------ \| ------------------------------------------------------------------ \| \| 1 \| Победитель \| \| 2 \| Второе место \| \| 3 \| Третье место \| \| 5 \| Финишировал, заработав очки \| \| Сход \| Не финишировал, но при этом заработал очки \| \| 12 \| Финишировал, не получив очков \| \| НКЛ \| Финишировал, но не попал в финальную классификацию \| \| 15 \| Участвовал вне зачёта, либо по отдельной классификации \| \| 18 \| Не финишировал, но попал в финальную классификацию \| \| Сход \| Не финишировал \| \| НКВ \| Не прошёл квалификацию \| \| НПКВ \| Не прошёл предквалификацию \| \| ДСК \| Дисквалифицирован \| \| ИСК \| Исключён из протокола соревнований \| \| ТТ \| Заявлен для участия только в тренировках \| \| НС \| Участвовал в квалификации, но не стартовал в гонке \| \| Т \| Травмирован или болен \| \| ОТК \| Отказ от участия \| \| НТР \| Прибыл на соревнования, но на трассу не выезжал \| \| НПР \| Был заявлен в числе участников, но не прибыл к началу соревнований \| \| О \| Соревнования отменены \| \| \| Не участвовал \| \| Поул-позиция \| \| \| Быстрый круг \| \| |                                                                    |
| Пример | Описание                                                           |
| 1 | Победитель                                                         |
| 2 | Второе место                                                       |
| 3 | Третье место                                                       |
| 5 | Финишировал, заработав очки                                        |
| Сход | Не финишировал, но при этом заработал очки                         |
| 12 | Финишировал, не получив очков                                      |
| НКЛ | Финишировал, но не попал в финальную классификацию                 |
| 15 | Участвовал вне зачёта, либо по отдельной классификации             |
| 18 | Не финишировал, но попал в финальную классификацию                 |
| Сход | Не финишировал                                                     |
| НКВ | Не прошёл квалификацию                                             |
| НПКВ | Не прошёл предквалификацию                                         |
| ДСК | Дисквалифицирован                                                  |
| ИСК | Исключён из протокола соревнований                                 |
| ТТ | Заявлен для участия только в тренировках                           |
| НС | Участвовал в квалификации, но не стартовал в гонке                 |
| Т | Травмирован или болен                                              |
| ОТК | Отказ от участия                                                   |
| НТР | Прибыл на соревнования, но на трассу не выезжал                    |
| НПР | Был заявлен в числе участников, но не прибыл к началу соревнований |
| О | Соревнования отменены                                              |
| | Не участвовал                                                      |
| Поул-позиция |                                                                    |
| Быстрый круг |                                                                    |

### Комментарии
1. ↑  Сезон продалжается.
2. ↑  Участвовала только в трофейном этапе.
3. ↑  Участвовала в соревнованиях по приглашению, поэтому ей не начислялись очки чемпионата.